# Загорский, Валерий Борисович
Вале́рий Бори́сович Заго́рский (род. 1955, Ленинград) — основатель фирмы «Стандарт-Коллекция», издающей серию каталогов почтовых марок. Эксперт по филателии. Принял участие в создании четырёх полезных моделей. Обладатель золотых медалей Всемирных филателистических выставок.

## Биография

Обложка каталога «Стандарт-Коллекция. Каталог почтовых марок. 1857—1991. Россия, РСФСР, СССР» (2008)

Родился в 1955 году в Ленинграде. Окончил Ленинградский инженерно-строительный институт. После окончания работал в Специальном конструкторском отделе Проектного института № 1, затем в отделе реконструкции Государственного Эрмитажа. Один из авторов статей, посвященных конструкциям перекрытий Эрмитажа. Владея французским языком, накопил обширные знания по зарубежной филателии и тщательно изучил структуру западноевропейских и американских каталогов марок. Активно использовал лучшие достижения западноевропейских издателей при составлении каталогов российских марок. 
В 1990 году провел первый аукцион коллекционного материала в Ленинграде. В 1989—1990 годах организовал почтовое сопровождение Международной трансантарктической экспедиции и специальные гашения на полярных станциях по маршруту экспедиции. В 2005 году создал Музей-почту в Петропавловской крепости.
В прошлом являлся референтом генерального директора ФГУП «Почта России». Член Всемирного клуба петербуржцев.

## «Стандарт-Коллекция»
В мае 1988 года Валерий Борисович основал фирму «Стандарт-коллекция», которая теперь, среди прочего, является одним из крупнейших в России издателей справочной литературы по филателии. По состоянию на 2023 год, издательство выпустило более девяноста каталогов и справочников, некоторые из которых отмечены золотыми медалями на Всемирных филателистических выставках.

## Вклад в филателию
- Член президиума исполнительного совета Союза филателистов России (избран на IV съезде СФР 27 ноября 2005 года).
- Президент Российской ассоциации торговцев марками[4].
- Являлся действительным членом Международной ассоциации издателей каталогов почтовых марок, марочных альбомов и филателистических публикаций (ASCAT)[5].
- Являлся действительным членом Европейской академии филателии (AEP).
- Был избран вице-президентом санкт-петербургского отделения Национальной академии филателии (НАФ) России.
- Член Международной ассоциации филателистических экспертов (AIEP)[6].
- Являлся Эксперт по культурным ценностям Росохранкультуры по специализации «Филателистические и филокартические материалы»[7].

## Награды
- Медаль «За выдающийся вклад в развитие коллекционного дела в России»[8].